# لاسلو كلاينهايسلر
لاسلو كلاينهايسلر (مجرية: László Kleinheisler؛ مواليد 8 أبريل 1994) هو لاعب كرة قدم مجري من أصل ألماني يجيد اللعب كلاعب وسط مع نادي فيردر بريمن ومنتخب المجر. سجل في أول ظهور له مع المنتخب في نوفمبر 2015.

## روابط خارجية
- لاسلو كلاينهايسلر على موقع الاتحاد الدولي (مؤرشف)  (الإنجليزية)
- لاسلو كلاينهايسلر على موقع الاتحاد الدولي (مؤرشف)  (الإنجليزية)
- لاسلو كلاينهايسلر على موقع الاتحاد الأوربي (الإنجليزية)
- لاسلو كلاينهايسلر على موقع اتحاد المجر (الهنغارية)
- لاسلو كلاينهايسلر على موقع قاعدة بيانات كرة القدم.إي يو (الإنجليزية)
- لاسلو كلاينهايسلر على موقع ليكيب (الفرنسية)
- لاسلو كلاينهايسلر على موقع ناشيونال فوتبول تيمز (الإنجليزية)
- لاسلو كلاينهايسلر على موقع Soccerbase.com (لاعب) (الإنجليزية)
- لاسلو كلاينهايسلر على موقع Soccerway.com (الإنجليزية)
- لاسلو كلاينهايسلر على موقع عالم كرة القدم.نت (الإنجليزية)